# Henrik Wilhelm Bredberg

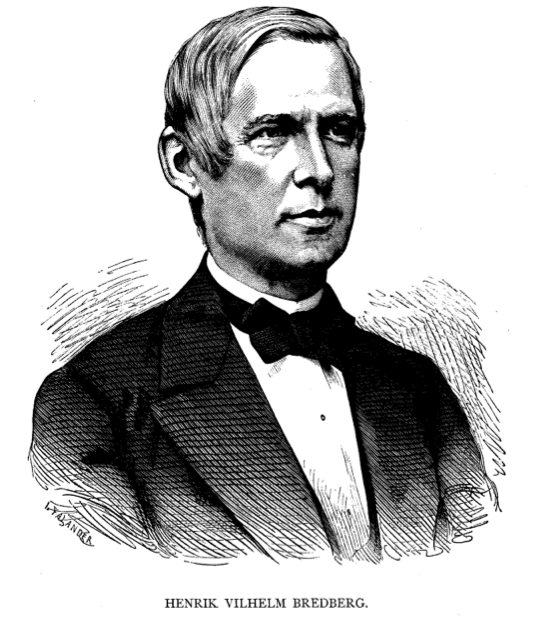
Henrik Wilhelm Bredberg.

Henrik Wilhelm Bredberg, född 15 april 1819 i Stockholm, död där 10 december 1877, var en svensk ämbetsman och konsultativt statsråd. Han var son till justitierådet Erik Wilhelm Bredberg och far till konstnärinnan Vilhelmina Carlson-Bredberg.

## Biografi
Bredberg blev 1837 student vid Uppsala universitet, där han bland annat var förste kurator vid Stockholms Nation. Han avlade juris kandidatexamen 1843, tjänstgjorde sedan dels i juridiska ämbetsverk, dels som amanuens i Konstakademien (1844–1848), som Överintendentsämbetets sekreterare (1846–1858) och som sekreterare och kamrerare vid kommittén för uppbyggandet av Nationalmuseum (1846–1850). År 1852 var Bredberg adjungerad ledamot i Svea hovrätt och befordrades samma år till kopist i justitierevisionsexpeditionen. År 1856 blev han expeditionschef i finansdepartementet. År 1860 utnämndes han till konsultativt statsråd.
En länge svävande och på diplomatisk väg ofta behandlad fråga, huruvida någon del av den statsskuld, som Sverige på 1700-talet åsamkade sig i Nederländerna, återstod att betala, fick genom Bredbergs utredning sin lösning. Vid alla riksdagarna under sin statsrådstid hade han, jämlikt 46 § i riksdagsordningen, kungens förordnande att ombesörja de meddelanden, vilka riksdagens utskott ägde att begära av ämbetsmän eller allmänna verk. Alla Karl XV:s trontal lär ha varit författade eller bearbetade av honom. Även för officiösa tidningsuppsatser anlitade regeringen ofta hans skickliga hand. 
År 1874 utnämndes han till president i kammarrätten. Samma och nästföljande år deltog han såsom ordförande i den så kallade löneregleringskommitténs arbeten beträffande hovrätterna och Kammarkollegium. År 1875 blev han ordförande i direktionen för civilstatens pensionsinrättning och 1876 ordförande i direktionen över Seminarium för bildande av lärarinnor (föregångare till Högre lärarinneseminariet) samt ledamot i Nya elementarskolans direktion (båda i Stockholm). Särskilt i sina yngre år framträdde Bredberg även som poet. Han är begraven på Norra begravningsplatsen utanför Stockholm.